# Wzgórze Glastonbury

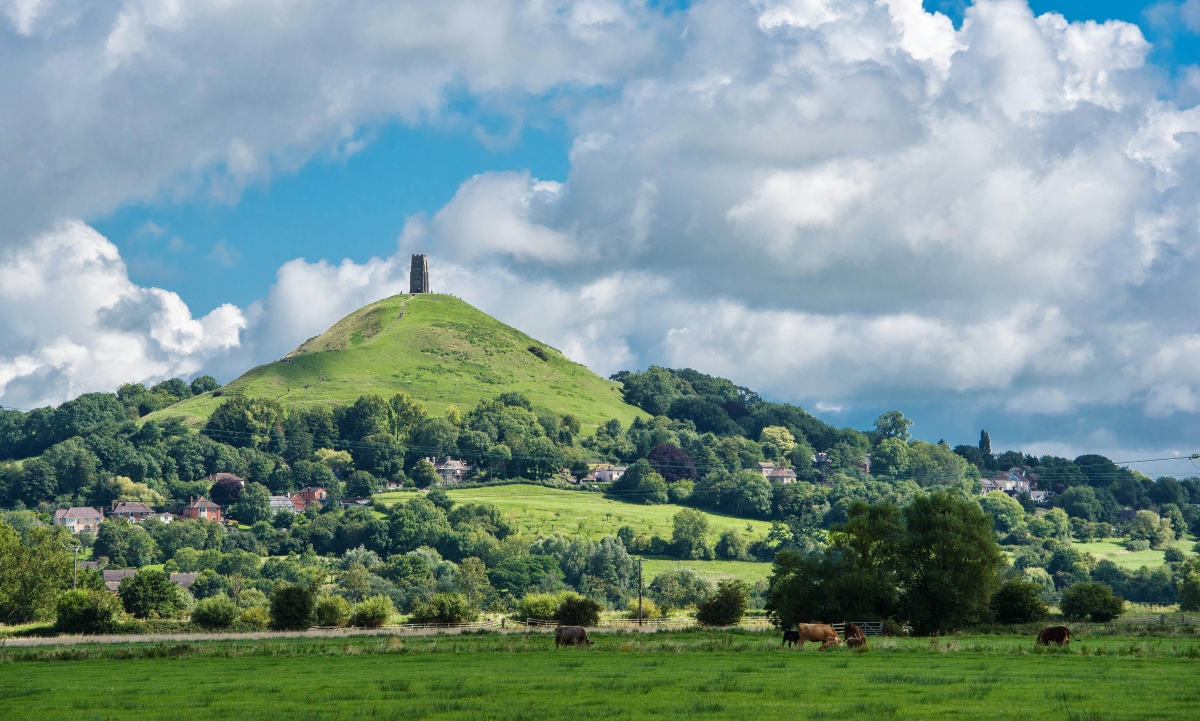
Widok na wzgórze Glastonbury

Wzgórze Glastonbury (ang. Glastonbury Tor) – wzgórze położone w miejscowości Glastonbury, hrabstwo Somerset, Anglia.

## Historia
- 705 – zostaje założony klasztor chrześcijański
- X wiek – klasztor przejęty przez zakon Benedyktynów
- 1184 – pożar niszczy zabudowania wzgórza, w których miejscu zostaje zbudowany później kościół pw. Michała Archanioła, z którego zachowały się jedynie ruiny wieży.

## Legendy
- w krypcie kościoła na wzgórzu Glastonbury miał zostać pochowany król Artur;
- na wzgórzu miało znajdować się wejście do ukrytego królestwa Avalon;
- wewnątrz starej studni, znajdującej się u podnóża wzgórza, ma być ukryty Święty Graal – z tego względu nazywana jest Studnią Kielicha.